# Vágur
Vágur is een stadje behorende tot de gemeente Vágs kommuna in het zuidoosten van het eiland Suðuroy op de Faeröer. Vágur heeft 1420 inwoners en ligt aan het Vágsfjørður fjord. De postcode is FO 900.
Het stadje heeft ook een voetbalclub die speelt onder de naam FC Suðuroy. Door de gestage uitbreiding van Vágur is het dorpje Nes verworden tot een buitenwijk van het in de veertiende eeuw gestichte stadje Vágur.

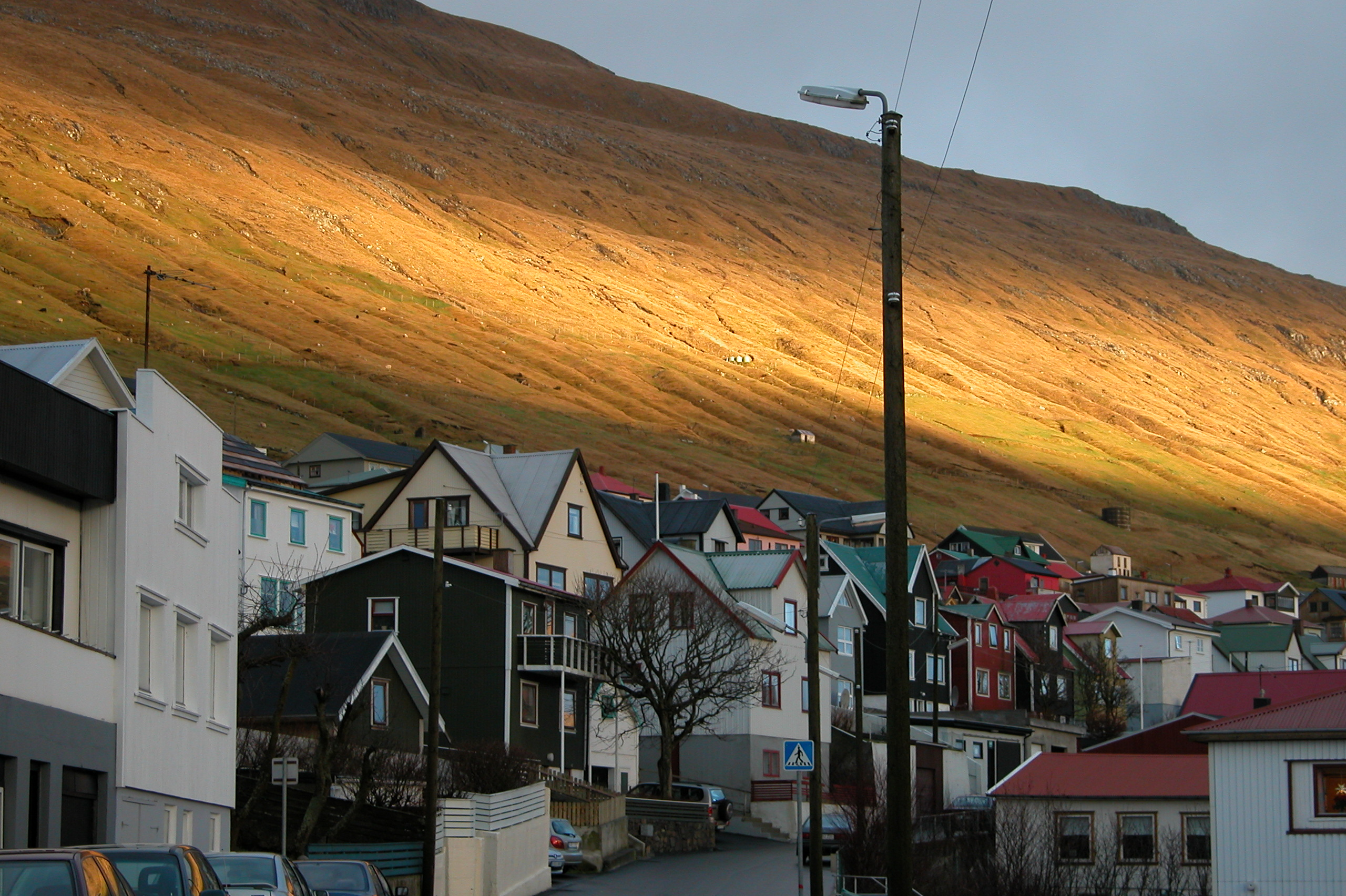
Een schouwspel van zonlicht in Vágur

## Geboren
- Pál Joensen (10 december 1990), zwemmer